# Aermacchi AM.3
AM.3 là một loại máy bay được hợp tác sản xuất giữa Aermacchi và Aeritalia (Aerfer Industrie Aerospaziali Meridionali) theo yêu cầu của Lục quân Italy về một loại máy bay thay thế cho Cessna L-19, định danh ban đầu là MB-335.

## Quốc gia sử dụng
Rwanda
 South Africa
- Không quân Nam Phi

## Tính năng kỹ chiến thuật (AM-3CM)
Đặc điểm tổng quát
- Kíp lái: 2
- Chiều dài: 8,73 m (28 ft 8 in)
- Sải cánh: 11,73 m (38 ft 6 in)
- Chiều cao: 2,72 m (8 ft 11 in)
- Trọng lượng rỗng: 1.080 kg (2.381 lb)
- Trọng lượng có tải: 1.500 kg (3.300 lb)
- Trọng lượng cất cánh tối đa: 1.700 kg (3.748 lb)
- Động cơ: 1 × Lycoming GSO-480-B1B6, 253,5 kW (340 hp)

 Hiệu suất bay 
- Vận tốc cực đại: 278 km/h @ 2.440 m (173 mph @ 8.000 ft)
- Tầm bay: 990 km (619 mi)
- Công suất/trọng lượng: 170 W/kg (0,10 hp/lb)

Trang bị vũ khí

- 2 thùng súng máy
- 2 quả bom 170 kg (375 lb), hoặc 4 quả 91 kg (200 lb)
- 4 thùng rocket khói